# Höja distrikt
Höja distrikt är ett distrikt i Ängelholms kommun och Skåne län. 
Distriktet ligger sydost om Ängelholm. 

## Tidigare administrativ tillhörighet
Distriktet inrättades 2016 och utgörs av en del av området som till 1971 utgjorde Ängelholms stad i delen som före 1952 utgjorde Höja socken.
Området motsvarar den omfattning Höja församling hade 1999/2000.